# Seven Kingdoms II: The Fryhtan Wars
Seven Kingdoms II: The Fryhtan Wars (сокр. 7K2, с англ. — «Семь королевств 2: войны фрихтанов») — компьютерная игра в жанре стратегии реального времени и экономической стратегии, разработанная Enlight Software и изданная компанией Ubi Soft в 1999 году.
Игра получила положительные отзывы; критики хвалили прогресс по сравнению с Seven Kingdoms, однако отмечали, что игра осталась нишевой и сложной для освоения

## Игровой процесс
Seven Kingdoms II является смесью стратегии реального времени и экономической стратегии с изометрической графикой и активной паузой. В игре также присутствуют элементы глобальной стратегии: автоменеджмент, дерево технологий, торговля и дипломатия. В игре представлено две фракции: люди и фантастические монстры, называемые фрихтанами. Фрихтаны ранее присутствовали в серии только в качестве нейтральных существ.
При игре за людей игрок выбирает одну из 12 наций: египтяне, индийцы, персы, китайцы, японцы, монголы, греки, римляне, карфагеняне, норманны, викинги или кельты. У каждой нации есть уникальный юнит — например, ниндзя у японцев или боевые слоны у карфагенян; и свой покровительствующий бог: у викингов — Тор, у римлян — Марс, у китайцев — Великий дракон, и так далее. В отличие от первой Seven Kingdoms, в игре отсутствуют морские юниты.
Кампания в игре генерируется случайным образом. По ходу её прохождения игрок будет нанимать героев и находить магические артефакты, которые будут переноситься в последующие уровни. Доступные герои также уникальны для выбранной нации. В начале уровня в распоряжении игрока находится один город и один форт; по мере того, как игрок добывает ресурсы, производит товары и продаёт их нейтрально настроенным соседним поселениям, он зарабывает деньги на новые постройки и армию. Торговые караваны неуязвимы для вражеских атак. Присоединение новых поселений возможно как с помощью армии, что отрицательно влияет на репутацию игрока, так и с помощью экономической силы — путём постройки возле поселения форта и инфраструктуры для жителей.
Игра отслеживает лояльность подданных. Поселения с низкой лояльностью могут поднимать бунты, а армия дезертировать. Также в игре представлена развитая система шпионажа: шпионы могут красть технологии, убивать вражеских лидеров и провоцировать конфликты между соперниками. Шпионами могут становиться как военные, так и мирные юниты. В бою, помимо армий, можно использовать осадные орудия, такие как баллисты и пушки, производимые на специальных фабриках.
Фрихтаны представлены семью расами. Игра за фрихтанов кардинально отличается: для них недоступны производственные цепочки, шпионаж, дипломатия и герои, а все ресурсы добываются путём убийства людей или обращения их в рабство.
Помимо режима кампании, доступна игра на случайной карте с большим количеством кастомизируемых параметров. Seven Kingdoms II также поддерживает многопользовательский режим игры, как по локальной сети, так и через интернет.

## Разработка и выпуск
Seven Kingdoms II разрабатывалась студией Enlight Software под руководством Тревора Чана, ранее создавшего стратегические игры Capitalism и Seven Kingdoms. Изначально издателем игры должна была выступить компания Interactive Magic, но она решила отказаться от продажи CD-дисков и перешла в онлайн-бизнес. Новым издателем игры стала компания Ubi Soft, с которой, однако, у разработчиков возникли трудности в переговорах. Это привело к тому, что 1 сентября 1999 года игра была выпущена Enlight самостоятельно через интернет. Вскоре после этого переговоры с издателем завершились; игра вышла на диске 1 октября 1999 года в Европе и 15 октября 1999 года в Северной Америке.
В 2009 году Тревор Чан выложил исходный код игры под лицензией GNU General Public License. Сообщество игры занялось развитием проекта при финансовой поддержке студии Enlight.
В феврале 2015 года в Steam вышел ремастер игры, озаглавленный Seven Kingdoms 2 HD. Улучшенная версия поддерживает разрешения экрана до 1920×1080 и карты в четыре раза большего размера.

## Критика
| Сводный рейтинг       | Сводный рейтинг |
| Агрегатор             | Оценка          |
| --------------------- | --------------- |
| MobyRank              | 81 %            |
| Иноязычные издания    |                 |
| Издание               | Оценка          |
| GameSpot              | 9,1/10          |
| IGN                   | 8,6/10          |
| Русскоязычные издания |                 |
| Издание               | Оценка          |
| Absolute Games        | 80 %            |
| Game.EXE              | 3,5/5           |
| «Игромания»           | 8,3/10          |
| «Страна игр»          | 8/10            |

Игра получила положительные отзывы критиков, средний балл на MobyGames составляет 81 % на основе 29 рецензий. Критики хвалили прогресс по сравнению с Seven Kingdoms, однако отмечали, что игра осталась нишевой и сложной для освоения. Так, Михаил «Redguard» Калинченков в рецензии для Absolute Games назвал Seven Kingdoms II «элитарной игрой, … как и её предшественник», а Андрей Ом из Game.EXE охарактеризовал проект как «ограниченно культовую игру». Особую похвалу критиков получила система шпионажа.
Графика получила смешанные отзывы критиков. Рецензент GameSpot посчитал, что улучшенная графика позволяет Seven Kingdoms II конкурировать с другими играми жанра, А Андрей Ом, напротив, посчитал, что игра выглядит неказисто по сравнению с современницей, Age of Empires II.